# Тімо Глок
Тімо Глок (нім. Timo Glock, *18 березня 1982 року, Лінденфельс) — німецький автогонщик, пілот Формули-1. Дебютував у Формулі-1 у сезоні 2004 року, на дебютному гран-прі заробив 2 очки за 7 місце. Чемпіон серії GP2 2007 року (команда iSport International).

## Повна таблиця результатів
Жирним шрифтом позначені етапи, на яких гонщик стартував з поулу.
Курсивом позначені етапи, на яких гонщик мав найшвидше коло.
| Рік  | Команда                                | Шасі         | Двигун                 | 1        | 2        | 3        | 4        | 5        | 6        | 7        | 8        | 9        | 10       | 11       | 12       | 13       | 14       | 15       | 16       | 17       | 18     | 19       | Місце в чемпіонаті | Очки в чемпіонаті |
| ---- | -------------------------------------- | ------------ | ---------------------- | -------- | -------- | -------- | -------- | -------- | -------- | -------- | -------- | -------- | -------- | -------- | -------- | -------- | -------- | -------- | -------- | -------- | ------ | -------- | ------------------ | ----------------- |
| 2004 | Benson & Hedges Jordan Grand Prix Ford | Jordan EJ14  | Ford RS2 3.0 V10       | AUS Тест | MAL Тест | BHR Тест | SMR Тест | ESP Тест | MON Тест | EUR Тест | CAN 7    | USA Тест | FRA Тест | GBR Тест | GER Тест | HUN Тест | BEL Тест | ITA Тест | CHN 15   | JPN 15   | BRA 15 |          | 19                 | 2                 |
| 2008 | Panasonic Toyota Racing                | Toyota TF108 | Toyota RVX-08 2.4 V8   | AUS Схід | MAL Схід | BHR 9    | ESP 11   | TUR 13   | MON 12   | CAN 4    | FRA 11   | GBR 12   | GER Схід | HUN 2    | EUR 7    | BEL 9    | ITA 11   | SIN 4    | JPN Схід | CHN 7    | BRA 6  |          | 10                 | 25                |
| 2009 | Panasonic Toyota Racing                | Toyota TF109 | Toyota RVX-09 2.4 V8   | AUS 4    | MAL 3‡   | CHN 7    | BHR 7    | ESP 10   | MON 10   | TUR 8    | GBR 9    | GER 9    | HUN 6    | EUR 14   | BEL 10   | ITA 11   | SIN 2    | JPN НС   | BRA      | ABU      |        |          | 10                 | 24                |
| 2010 | Virgin Racing                          | Virgin VR-01 | Cosworth CA2010 2.4 V8 | БХР Схід | АВС Схід | МАЛ Схід | КИТ НС   | ІСП 18   | МОН Схід | ТУР 18   | КАН Схід | ЄВР 19   | ВЕЛ 18   | НІМ 18   | УГО 16   | БЕЛ 18   | ІТА 15   | СИН Схід | ЯПО 14   | КОР Схід | БРА 20 | АБУ Схід | 25                 | 0                 |

‡ Зараховано половину очок через те, що перегони склали менше 75% запланованої дистанції.
* Сезон триває